# Dung
Dung (prononcé Daim) est une commune française située dans le département du Doubs, la région culturelle et historique de Franche-Comté et la région administrative Bourgogne-Franche-Comté.
Ses habitants se nomment les Cobis.

## Géographie

### Climat
Pour des articles plus généraux, voir Climat de la Bourgogne-Franche-Comté et Climat du Doubs.
En 2010, le climat de la commune est de type climat de montagne, selon une étude du Centre national de la recherche scientifique s'appuyant sur une série de données couvrant la période 1971-2000. En 2020, Météo-France publie une typologie des climats de la France métropolitaine dans laquelle la commune est exposée à un climat semi-continental et est dans la région climatique  Jura, caractérisée par une forte pluviométrie en toutes saisons (1 000 à 1 500 mm/an), des hivers rigoureux et un ensoleillement médiocre. 
Pour la période 1971-2000, la température annuelle moyenne est de 9,8 °C, avec une amplitude thermique annuelle de 17,3 °C. Le cumul annuel moyen de précipitations est de 1 199 mm, avec 13,5 jours de précipitations en janvier et 10,5 jours en juillet. Pour la période 1991-2020, la température moyenne annuelle observée sur la station météorologique de Météo-France la plus proche, « Dorans », sur la commune de Dorans à 11 km à vol d'oiseau, est de 10,9 °C et le cumul annuel moyen de précipitations est de 974,0 mm. 
La température maximale relevée sur cette station est de 38,1 °C, atteinte le 24 juillet 2019 ; la température minimale est de −16 °C, atteinte le 20 décembre 2009,,. 
Les paramètres climatiques de la commune ont été estimés pour le milieu du siècle (2041-2070) selon différents scénarios d'émission de gaz à effet de serre à partir des nouvelles projections climatiques de référence DRIAS-2020. Ils sont consultables sur un site dédié publié par Météo-France en novembre 2022.

## Urbanisme

### Typologie
Au 1er janvier 2024, Dung est catégorisée ceinture urbaine, selon la nouvelle grille communale de densité à 7 niveaux définie par l'Insee en 2022.
Elle est située hors unité urbaine. Par ailleurs la commune fait partie de l'aire d'attraction de Montbéliard, dont elle est une commune de la couronne,. Cette aire, qui regroupe 137 communes, est catégorisée dans les aires de 50 000 à moins de 200 000 habitants,.

### Occupation des sols
L'occupation des sols de la commune, telle qu'elle ressort de la base de données européenne d’occupation biophysique des sols Corine Land Cover (CLC), est marquée par l'importance des forêts et milieux semi-naturels (45 % en 2018), en diminution par rapport à 1990 (46,8 %). La répartition détaillée en 2018 est la suivante : 
forêts (45 %), prairies (37,6 %), zones urbanisées (15 %), mines, décharges et chantiers (2,4 %). L'évolution de l’occupation des sols de la commune et de ses infrastructures peut être observée sur les différentes représentations cartographiques du territoire : la carte de Cassini (XVIIIe siècle), la carte d'état-major (1820-1866) et les cartes ou photos aériennes de l'IGN pour la période actuelle (1950 à aujourd'hui).

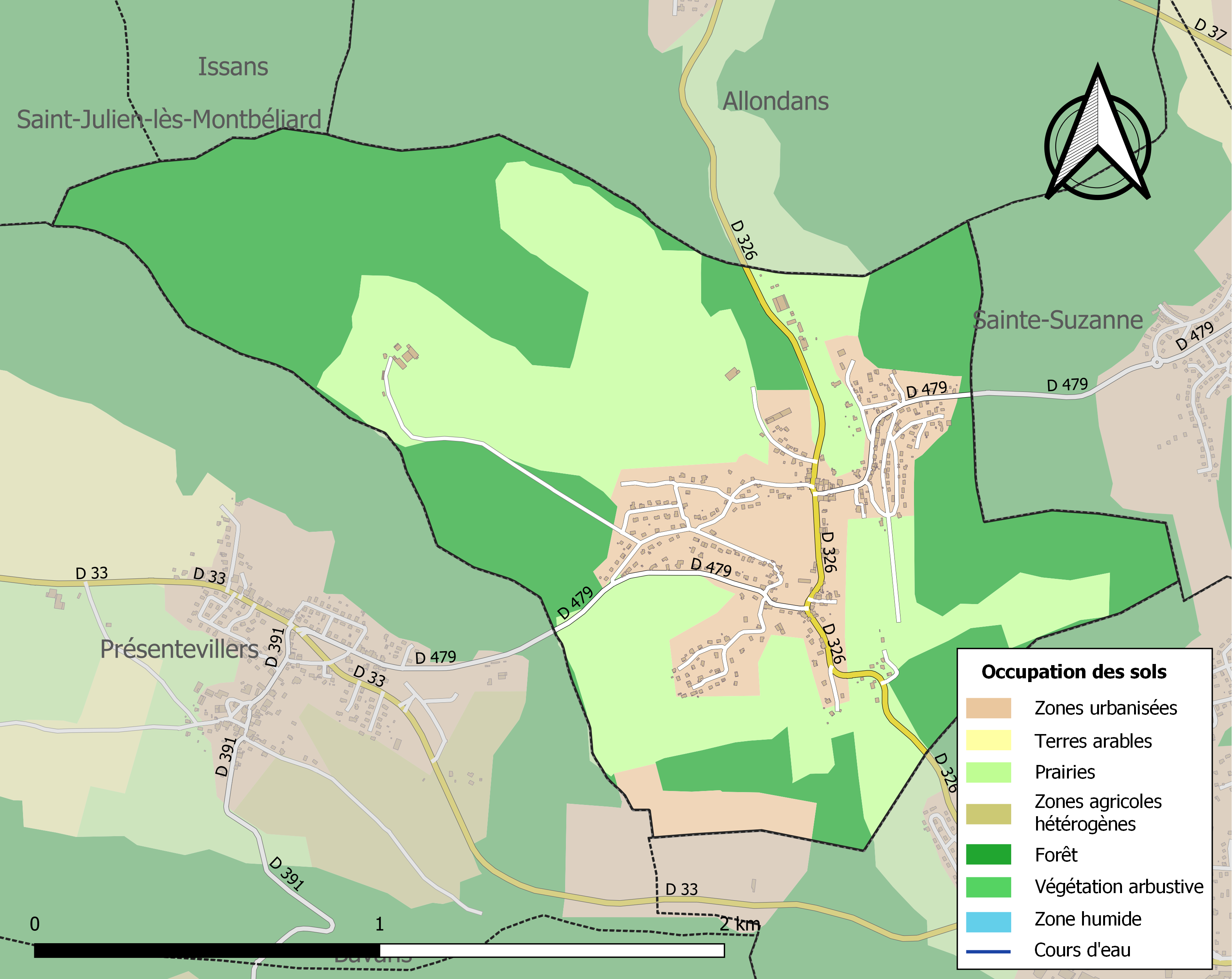
Carte des infrastructures et de l'occupation des sols de la commune en 2018 (CLC).

## Toponymie
Le nom de la localité est attesté sous les formes Dung en 1302 ; Dun en 1312 ; Dung depuis 1421.

Du radical indo-européen *dhun-, associant un relief et un habitat défendu « dune », à l’origine d’une racine celtique *dhuno dont le premier sens aurait été « clôture, zone enclose », d’où le gaulois  dūnum qui a pris le sens de « citadelle, enceinte fortifiée » et, par métonymie, celui de « colline, mont » puisque la plupart des citadelles étaient bâties sur des hauteurs.

## Histoire
La première mention du village date de 1302, dans un document relatif à l'acquisition des dîmes par le chapitre de Saint-Maimboeuf. Les paysans sont affranchis de la mainmorte en 1431 par la comtesse Henriette, le domaine appartenant alors au comté de Montbéliard. Le village subi les ravages des Guise, ainsi que la famine et la peste qui suivent. Après l'annexion française en 1793, la commune change 4 fois de département, avant d'être intégré dans celui du Doubs. Le premier oratoire protestant du village est édifié au XIXe siècle. Le déclin agricole dépeuple la localité, dont la population se maintient à la fin du XXe siècle grâce aux industries implantées à proximité et au développement de lotissements.
Les habitants de Dung s'appellent les Cobis, ce qui veut dire gardiens de chèvres.

## Héraldique
| Blason de Dung | Blason  | D'azur à la bande cousue de gueules chargée de quatre clous de la Passion d'or, accompagnée en chef de deux bars adossés d'or, à dextre d'un moulin d'argent essoré de gueules et avec sa roue de sable et en pointe d'un berger d'argent adextré d'une chèvre contournée du même. |
| Blason de Dung | Détails | Le statut officiel du blason reste à déterminer. |

## Politique et administration
| Période                                  | Période  | Identité         | Étiquette | Qualité |
| ---------------------------------------- | -------- | ---------------- | --------- | ------- |
| ?                                        | ?        | Myon Daniel      |           |         |
| mai 2020                                 | En cours | Philippe Lacroix | UMP-LR    | Maire   |
| Les données manquantes sont à compléter. |          |                  |           |         |

## Démographie
L'évolution du nombre d'habitants est connue à travers les recensements de la population effectués dans la commune depuis 1793. Pour les communes de moins de 10 000 habitants, une enquête de recensement portant sur toute la population est réalisée tous les cinq ans, les populations de référence des années intermédiaires étant quant à elles estimées par interpolation ou extrapolation. Pour la commune, le premier recensement exhaustif entrant dans le cadre du nouveau dispositif a été réalisé en 2008.

En 2022, la commune comptait 621 habitants, en évolution de −4,46 % par rapport à 2016 (Doubs : +1,88 %, France hors Mayotte : +2,11 %).
| 1793 | 1800 | 1806 | 1821 | 1831 | 1836 | 1841 | 1846 | 1851 |
| ---- | ---- | ---- | ---- | ---- | ---- | ---- | ---- | ---- |
| 166  | 216  | 223  | 235  | 296  | 333  | 328  | 360  | 380  |

| 1856 | 1861 | 1866 | 1872 | 1876 | 1881 | 1886 | 1891 | 1896 |
| ---- | ---- | ---- | ---- | ---- | ---- | ---- | ---- | ---- |
| 355  | 381  | 376  | 381  | 423  | 400  | 397  | 372  | 331  |

| 1901 | 1906 | 1911 | 1921 | 1926 | 1931 | 1936 | 1946 | 1954 |
| ---- | ---- | ---- | ---- | ---- | ---- | ---- | ---- | ---- |
| 308  | 304  | 285  | 296  | 301  | 303  | 296  | 310  | 333  |

| 1962 | 1968 | 1975 | 1982 | 1990 | 1999 | 2006 | 2008 | 2013 |
| ---- | ---- | ---- | ---- | ---- | ---- | ---- | ---- | ---- |
| 466  | 493  | 519  | 460  | 518  | 579  | 639  | 656  | 646  |

| 2018 | 2022 | - | - | - | - | - | - | - |
| ---- | ---- | - | - | - | - | - | - | - |
| 625  | 621  | - | - | - | - | - | - | - |

## Lieux et monuments
- Le moulin rénové en 2008 (au bord du cours d'eau le Rupt).
- La chapelle Notre-Dame-de-la-Paix située à proximité du cimetière.

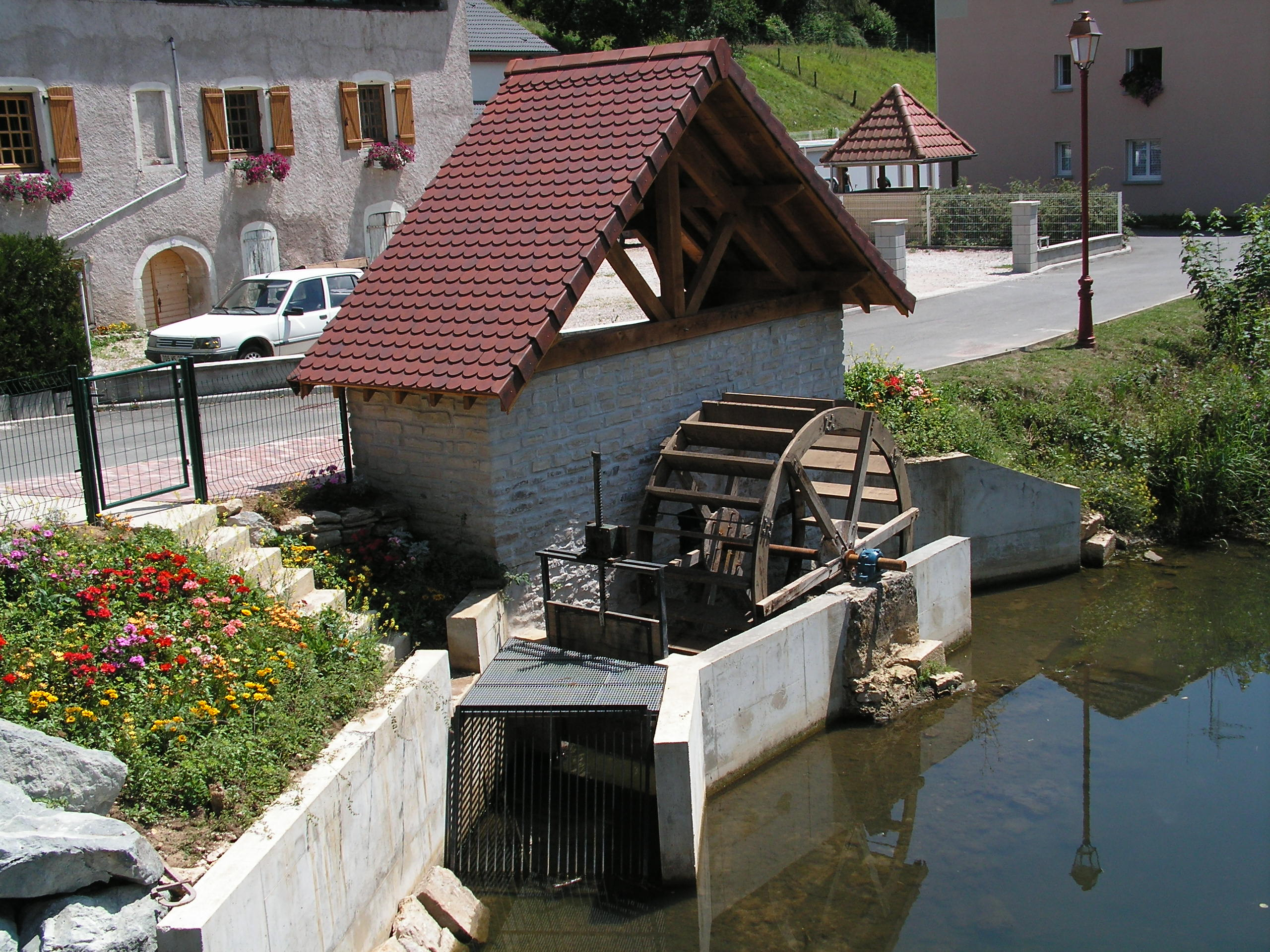
Roue à aubes de l'ancien moulin.
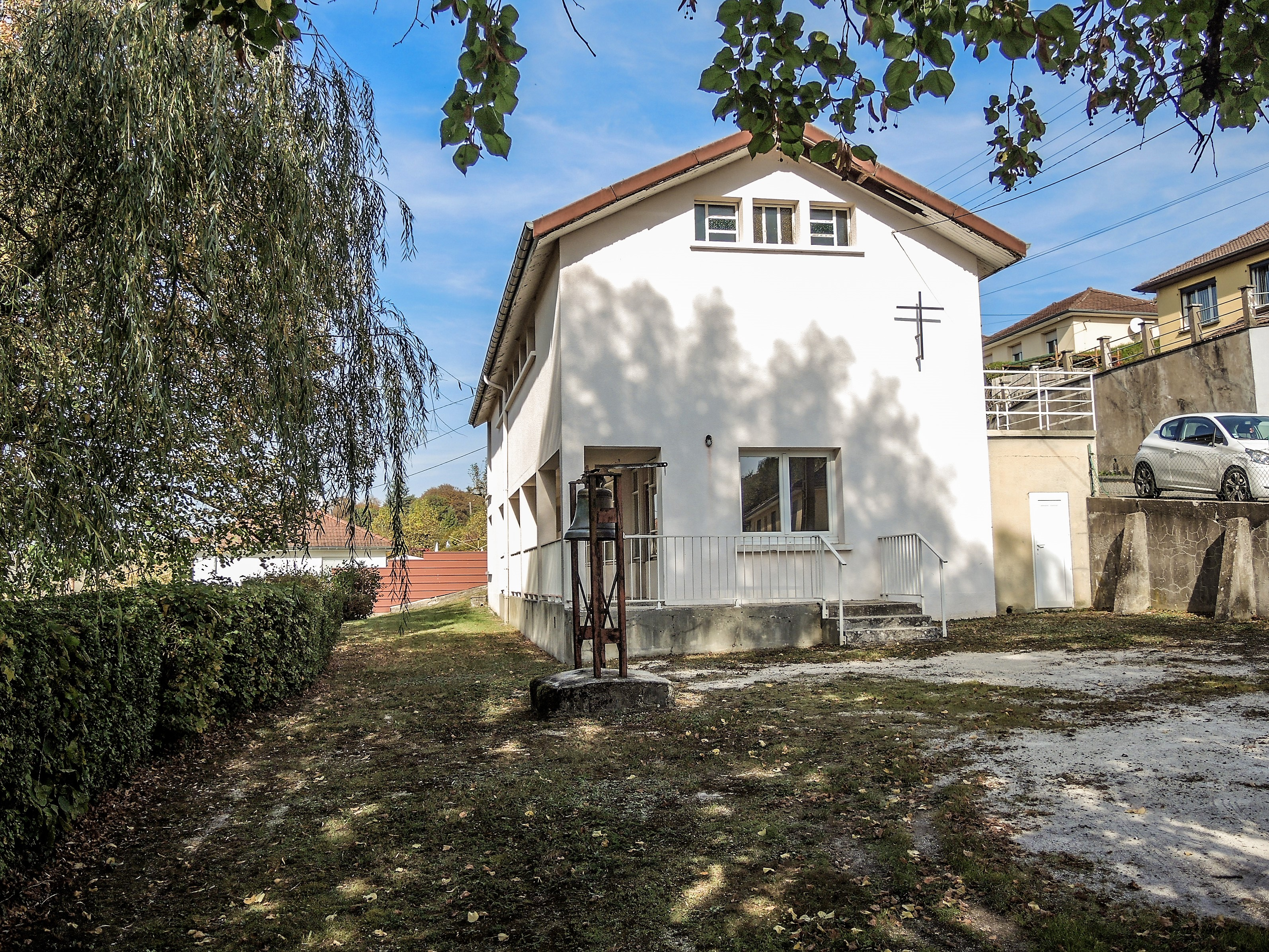
Chapelle du village.
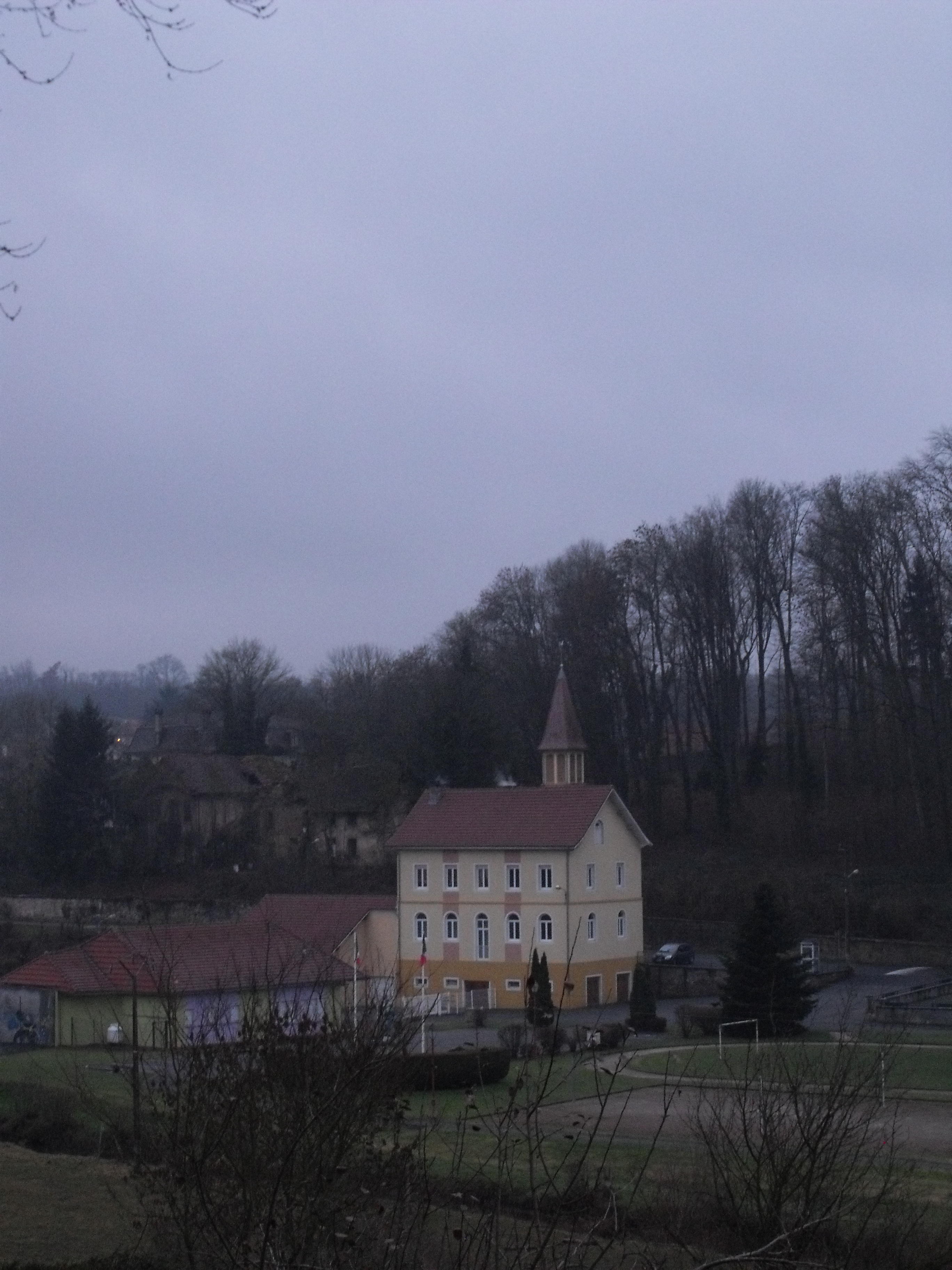
Mairie.

## Personnalités liées à la commune
Le footballeur Pierre-Alain Frau a habité le village lorsqu'il était au FC Sochaux-Montbéliard.